# Kazimierz Wojciechowski (duchowny)

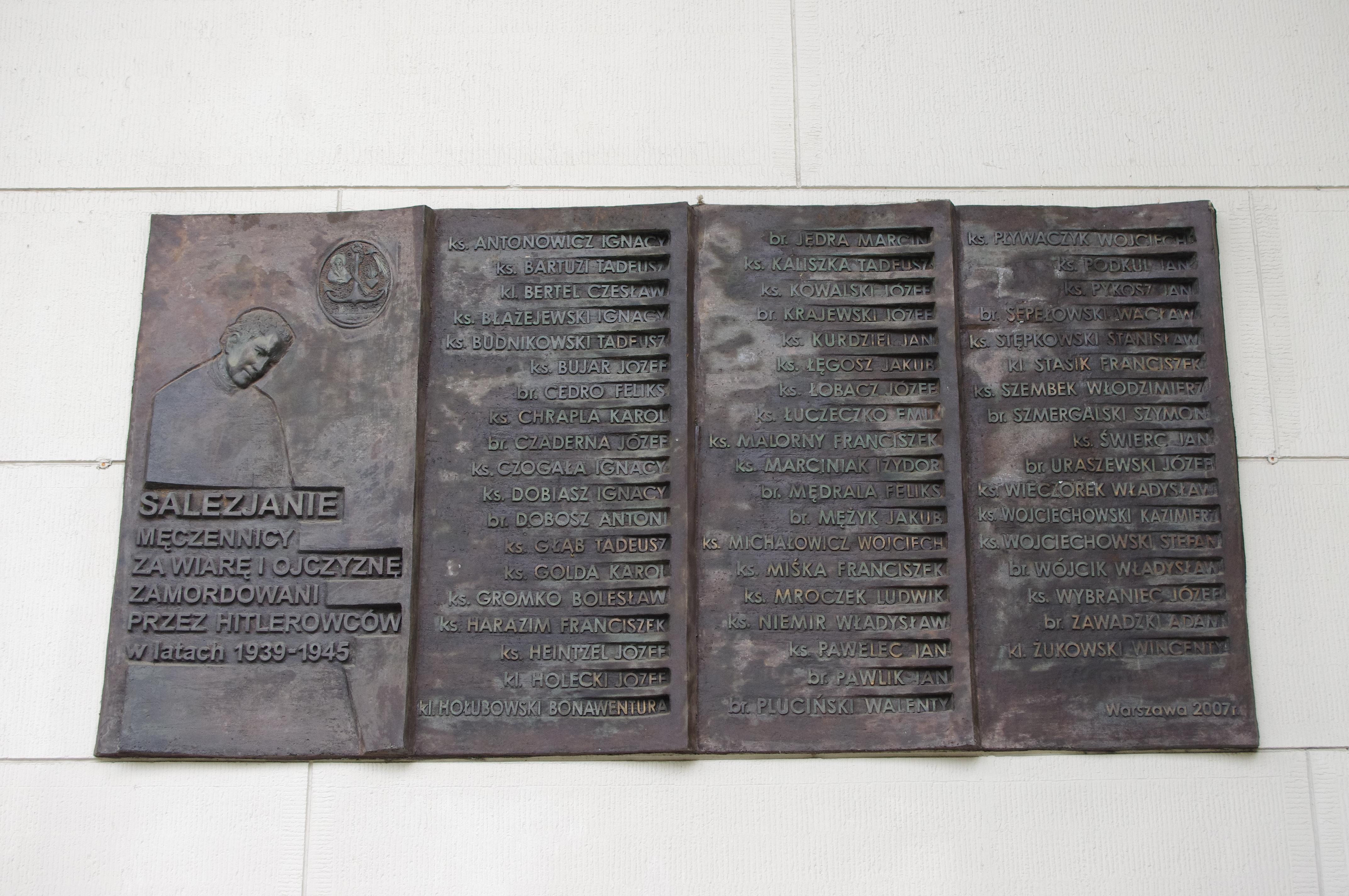
Tablica upamiętniająca salezjanów pomordowanych w czasie II wojny światowej na ścianie Bazyliki Najświętszego Serca Jezusowego w Warszawie

Kazimierz Wojciechowski SDB (ur. 16 sierpnia 1904 w Jaśle, zm. 27 czerwca 1941 w KL Auschwitz) – polski duchowny rzymskokatolicki, salezjanin, Sługa Boży Kościoła katolickiego. Aresztowany przez Gestapo, uwięziony w oświęcimskim obozie, gdzie został zakatowany przez więźnia funkcyjnego kapo.

## Życiorys
Był jednym z trojga dzieci Andrzeja i Marii z domu Bosków. W roku 1916 został przyjęty do Zakładu im. Ks. Bosko w Oświęcimiu. W 1920 r. dostał się do nowicjatu w Kleczy Dolnej, tam złożył śluby zakonne 2 października 1921 roku. Następnie zdał maturę w Krakowie i ukończył studia filozoficzne w Wyższym Seminarium Duchownym Towarzystwa Salezjańskiego tamże. Został wysłany do seminarium w Lądzie, gdzie uczył chłopców matematyki, śpiewu. Również nauczał muzyki i śpiewu w Zakładach salezjańskich w Antoniewie, Aleksandrowie Kujawskim, Oświęcimiu i Warszawie. W roku 1930 rozpoczął studia teologiczne w Krakowie, stworzył chór śpiewaczy. Zorganizował klub sportowy dla chłopców w Oratorium przy parafii św. Stanisława Kostki w którym pracował. Ukoronowaniem studiów było otrzymanie 19 maja 1935 święceń kapłańskich z rąk biskupa Stanisława Rosponda. Rozpoczął pracę jako nauczyciel religii w Krakowie, stał się również kierownikiem Oratorium i Katolickich Stowarzyszeń Młodzieżowych.

### Pobyt w KL Auschwitz i męczeńska śmierć
23 maja 1941 został aresztowany przez Gestapo i przewieziony do więzienia Montelupich. Następnie przewieziono do niemieckiego obozu koncentracyjnego Auschwitz-Birkenau. Tam otrzymał numer obozowy 17342. W obozie był bity, kopany, łopatą wybito mu zęby. 27 czerwca 1941 podczas pracy na żwirowisku kapo zrzucili belkę na szyję jemu i Franciszkowi Harazimowi, a następnie stanęli na niej. W ten sposób zostali uduszeni. Wcześniej tego dnia, na tym samym żwirowisku zostali zamęczeni księża salezjanie Jan Świerc i Ignacy Dobiasz.

## Proces beatyfikacyjny
Jest jednym z 122 Sług Bożych wobec których 17 września 2003 rozpoczął się proces beatyfikacyjny drugiej grupy polskich męczenników z okresu II wojny światowej. 24 maja 2011 w Pelplinie zakończył się etap diecezjalny, a wszystkie dokumenty przesłano do Kongregacji Spraw Kanonizacyjnych w Rzymie.

## Upamiętnienie
Imię ks. Kazimierza Wojciechowskiego nosi jedno z rond w Jaśle (dzielnica Żółków).